# Rhadinastis loraria
Rhadinastis loraria är en fjärilsart som beskrevs av Edward Meyrick 1917. Rhadinastis loraria ingår i släktet Rhadinastis och familjen fransmalar. Inga underarter finns listade i Catalogue of Life.